# Крістін Лагард
Крісті́н Мадлен Одетта Лаґа́рд (фр. Christine Madeleine Odette Lagarde; нар. 1 січня 1956, Париж, Франція) — французька фінансистка, колишня директорка-розпорядниця Міжнародного валютного фонду (МВФ). З 1 листопада 2019 року — президент Європейського центрального банку (ЄЦБ).
У 2007—2011 роках — міністр економіки, фінансів та промисловості Франції, призначена президентом Ніколем Саркозі в червні 2007 року. Раніше була Міністеркою сільського господарства та Міністеркою зовнішньої торгівлі в уряді Домініка де Вільпена. Лаґард є першою жінкою-головою МВФ, а також була першою жінкою-міністром фінансів серед країн Великої вісімки.

## Життєпис
Вищу освіту здобула в Університеті Париж X Нантер в інституті політичних наук. Проходила навчання та стажування в США. Працювала в Центрі міжнародних і стратегічних досліджень разом зі Збігнєвим Бжезинським.
16 листопада 2009 року «Файненшл таймс» назвав її найкращим міністром фінансів країн Єврозони.
У 2009 році посіла 17 місце в рейтингу найвпливовіших жінок світу за версією часопису «Форбс». У 2019 році отримала вже друге місце в цьому рейтингу.

## Професійна кар'єра
В 1981 році Лаґард приєдналася до компанії «Baker & McKenzie» — великої міжнародної юридичної фірми, що знаходиться в Чикаго. Вона вела великі антимонопольні та трудові справи, вже через шість років стала партнеркою і очолила представництво фірми в Західній Європі. Лаґард приєдналася до виконавчого комітету в 1995 році, а в жовтні 1999 року стала першою жінкою на посаді голови компанії.
У 2004 році Лаґард зайняла посаду президента Глобального стратегічного комітету.

## Міністерська кар'єра
Будучи на посаді міністра торгівлі Франції в період з 2005 року по травень 2007 року, політика Лаґард була спрямована на відкриття нових ринків збуту продукції країни і зосереджувалася на технологічному секторі. 18 травня 2007 року її перевели до Міністерства сільського господарства у складі уряду Франсуа Фійона. Наступного місяця вона приєдналася до кабінету Фійона в Міністерстві економіки, фінансів та зайнятості. Лаґард була єдиною представницею французького політичного класу, яка 2010 року засудила расистські висловлювання Жана Поля Герлена 2010 року.

## МВФ
25 травня 2011 року вона стала офіційною кандидаткою на пост глави МВФ, після відставки Домініка Стросс-Кана з цієї посади.
28 червня 2011 року призначена наступною директоркою-розпорядницею МВФ на 5-річний термін, що розпочався 5 липня 2011 року. Лаґард стала першою жінкою, яка очолювала МВФ.
На основі консенсусу переобрана на другий 5-річний термін, починаючи з 5 липня 2016 року, будучи єдиною кандидаткою, висунутою на посаду керуючого директора.

## Європейський центральний банк

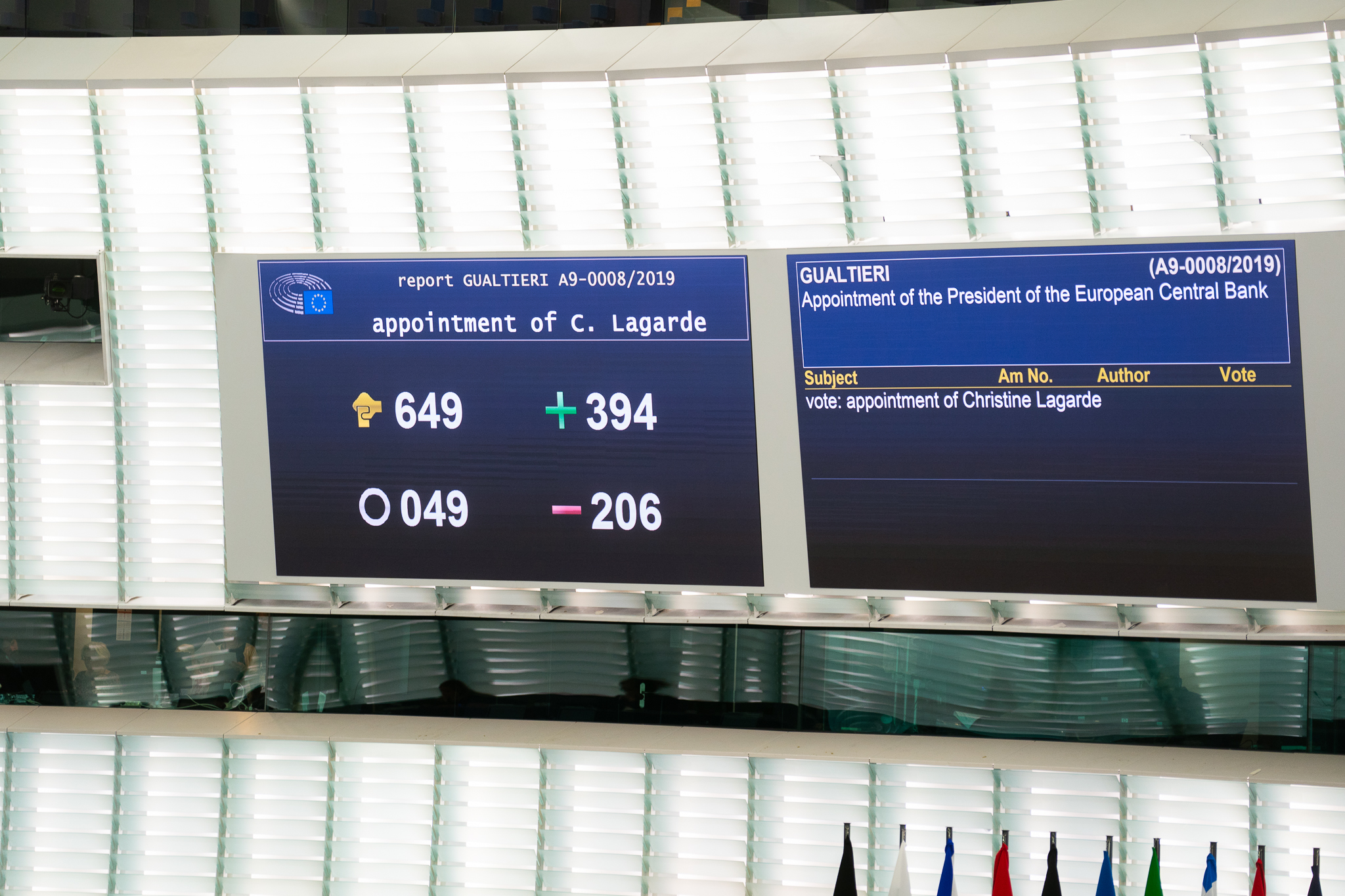
Голосування Європейського парламенту на номінацію Лаґард

2 липня 2019 року Лаґард було номіновано на посаду президента Європейського центрального банку, яку до цього часу обіймав Маріо Драґі. 17 липня 2019 року Лаґард подала у відставку з посади директора-розпорядника МВФ. 17 вересня 2019 року Європейський парламент погодив кандидатуру Лаґард на посаду президента Європейського центрального банку (394 — за, 206 — проти), 18 жовтня 2019 року на саміті Євросоюзу затверджена Європейською радою на посаді терміном на 8 років. Лаґард зайняла цю посаду з 1 листопада 2019 року.
Експерти очікували, що Лаґард буде продовжувати грошово-кредитну політику свого попередника Маріо Драґі. Виступаючи перед Комітетом Європейського парламенту ECON перед своїм призначенням, Лаґард також висловила готовність ЄЦБ брати участь у боротьбі зі зміною клімату та переглянути основи грошово-кредитної політики ЄЦБ. Оскільки зростання економіки Євросоюзу в останнє десятиліття відставало від темпів зростання світової економіки і від зростання економіки США, то від Лаґард очікується не тільки успішне головування ЄЦБ, а також новаторство і реформи в політиці інституції, які зможуть покращити економічну ситуацію країн Єврозони.

### Політика ЄЦБ в час пандемії коронавірусу
У квітні 2020 року Лаґард прогнозувала падіння економіки в Єврозоні на 15 % в рамках песимістичного сценарію. Проте, уже у червні вона зазначила, що Єврозона подолала найгіршу частину кризи, спричиненою пандемією коронавірусу: «Ми, ймовірно, пройшли найнижчу точку, і я говорю це з деяким трепетом, тому що, звичайно, може бути друга хвиля». За даними ЄЦБ, валовий внутрішній продукт Єврозони впав на 16 % в перші два квартали 2020 року. Однак банк прогнозував зростання економіки країн Єврозони в найближчі місяці та наступні два роки. Крім того, президент ЄЦБ зазначила, що «ми повинні бути вкрай уважні до тих, хто найбільш вразливий». В результаті, ЄЦБ розшив масштаби і тривалість своєї надзвичайної програми купівлі облігацій, а також зобов'язався викупити 1,35 трлн євро державного боргу.

## Відзнаки

### Міжнародні нагороди
- 2009 — Найкращий міністр фінансів Єврозони за версією «Файненшл таймс».[25]
- 2014 — 5 місце в рейтингу найвпливовіших жінок світу за версією журналу «Forbes».[26]
- 2017 — 1 місце в списку найбільш впливових людей міжнародних організації, нагороджена британською компанією «Richtopia»[27]
- 2019 — Нагорода Міжнародної гуманітарної організації «CARE»[28]
- 2019 — Нагорода Атлантичної Ради «Distinguished International Leadership Award»[29]
- 2019 — 2 місце в рейтингу найвпливовіших жінок світу за версією журналу «Forbes»[30]

### Національні нагороди
- — Кавалер (13 липня 2000), Офіцер Ордену Почесного легіону (6 квітня 2012)
- — Командор Ордену Сільськогосподарських заслуг
- Почесний доктор Левенського католицького університету (Бельгія)[31]
- Почесний доктор Монреальського університету.[32]

## Особисте життя
Лаґард розлучена і має двох синів. З 2006 року її партнером є підприємець Ксав'є Джоканті з Марселя.
Лаґард — вегетеріанка, яка рідко вживає алкоголь. Хобі Лаґард: регулярне відвідування тренажерного залу, катання на велосипеді, плавання.